# Suc des Ollières
Pour les articles homonymes, voir Ollières (homonymie).
Le suc des Ollières est un sommet du massif du Meygal, culminant à 1 186 m d'altitude, dans le Velay en France.

## Toponymie
Au XVIIIe siècle, les sucs des Ollières et d'Achon ont été dénommés les « Tétons de l'Abbesse ».

## Géographie

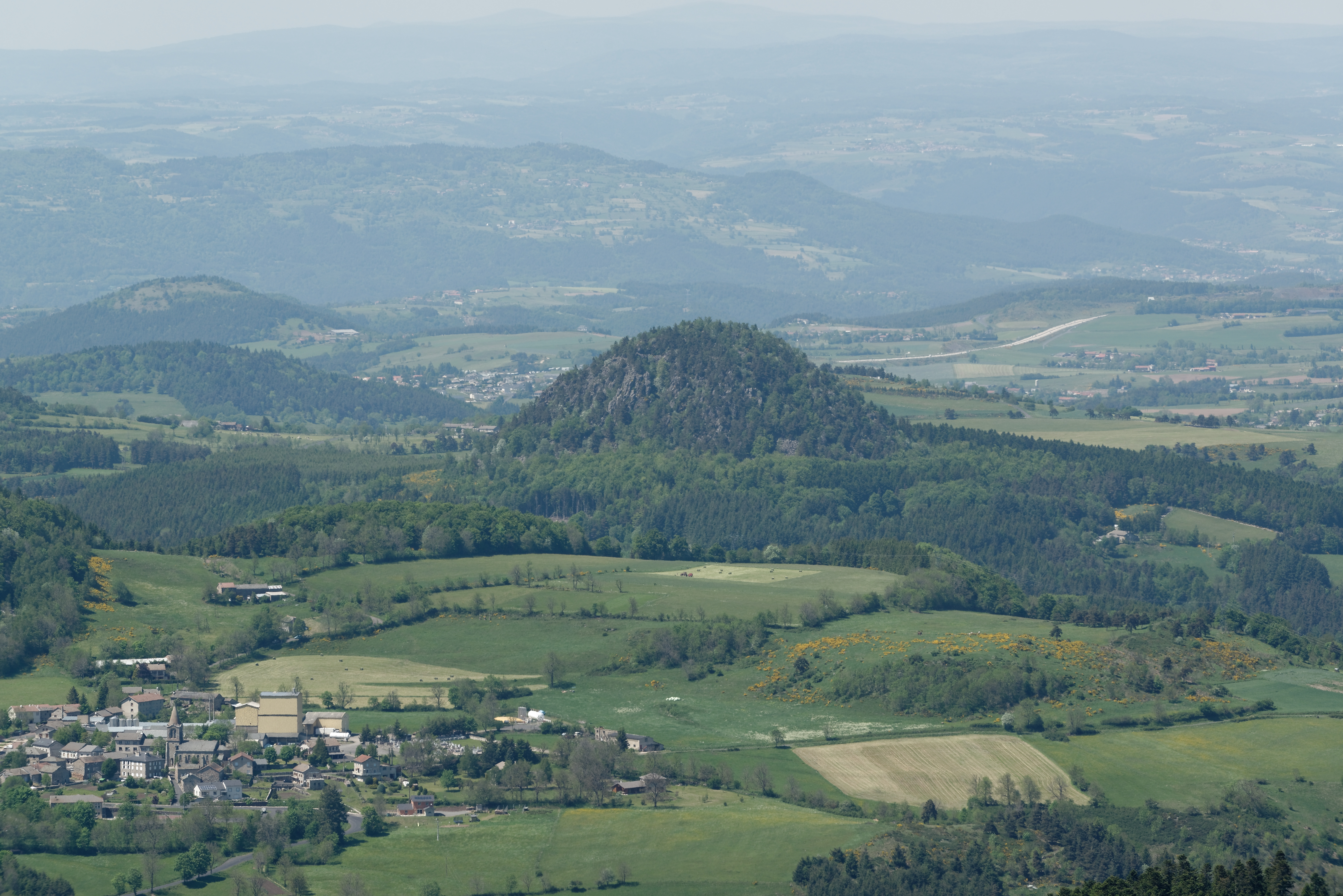
Le suc des Ollières vu depuis le pic du Lizieux.

### Situation
La montagne se trouve sur la commune d'Yssingeaux dans le département de la Haute-Loire.
Du sommet, une vue s'ouvre sur l’Yssingelais, le mont Mézenc, le Pilat, les monts du Forez, ainsi que sur le pic du Lizieux et le Meygal, et une partie des Alpes.

### Géologie
Le suc des Ollières se caractérise par une formation géologique en aiguille, présentant une face abrupte résultant de l'interaction entre le basalte et les sédiments.

### Faune
Le Grand Corbeau y établit son nid pendant une période de l'année.

## Activités

### Protection environnementale
Le suc est répertorié dans la ZNIEFF de type 2 « Mézenc - Meygal ».

### Escalade
Le sommet compte un ensemble de 54 voies d'escalade orientées Sud - Sud-Ouest, avec des niveaux allant de 3a à 7a.